# Čchien-tung-nan
Čchien-tung-nan (čínsky pchin-jinem Qiándōngnán, znaky zjednodušené 黔东南, tradiční 黔東南), plným názvem Miaoský a tungský autonomní kraj Čchien-tung-nan (čínsky v českém přepisu čchien-tung-nan miao-cu tung-cu c'-č'-čou, pchin-jinem Qiándōngnán Miáozú Dòngzú zìzhìzhōu, znaky zjednodušené 黔东南苗族侗族自治州, tradiční 黔東南苗族侗族自治州), je autonomní kraj v provincii Kuej-čou v Číně. Má rozlohu 30 282 km² a žije v něm přes 4 800 000 obyvatel.

## Geografie

### Poloha
Miaoský a tungský autonomní kraj Čchien-tung-nan se nachází na jihovýchodě provincie Kuej-čou v jihozápadní Číně. Na severu hraničí s městskými prefekturami Cun-i a Tchung-žen, na východě s městskou prefekturou Chuaj-chua v provincii Chu-nan, na jihu s městskými prefekturami Liou-čou a Che-čch' v autonomní oblasti Kuang-si a na západě s Puejským a miaoským autonomním krajem Čchien-nan.

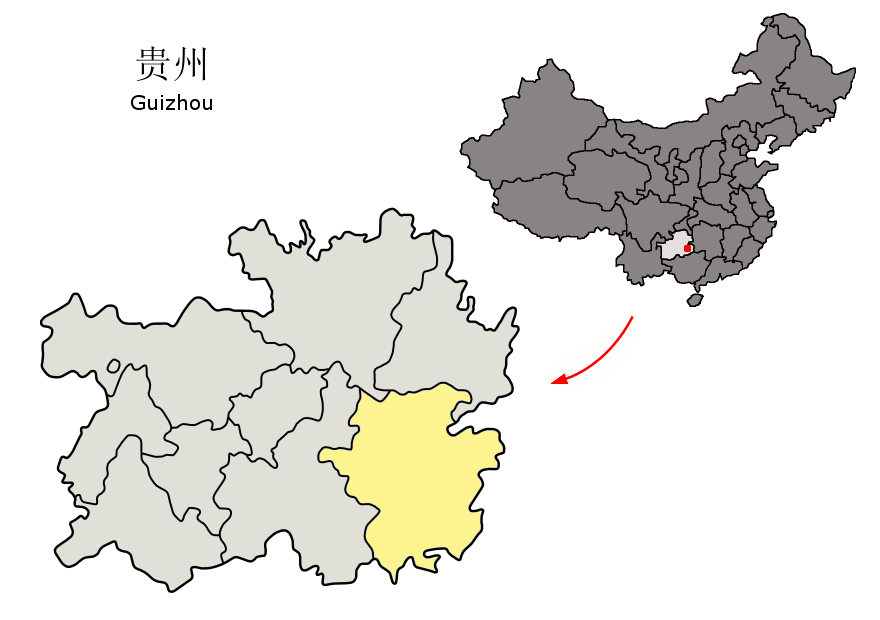
Čchien-tung-nan (žlutě) na mapě provincie Kuej-čou

### Povrch
Autonomní kraj je z většiny hornatý či kopcovitý. Centrálními oblasti Čchien-tung-nanu se táhne pohoří Lej-kung, na severu kraje u hranic se sousední prefekturou Tchung-žen také okrajově zasahuje Fo-ting-šan.

### Podnebí
Leží v subtropickém klimatickém pásu a má vlhké subtropické podnebí.

### Vodstvo
Středem kraje (městem Kchaj-li, na hranici okresů Tchaj-ťing a Š-ping, dále okresy Ťien-che, Ťin-pching, Tchien-ču) protéká řeka Čching-šuej, která se poté v Chu-nanu vlévá do Jüan-ťiangu.
Okresy Žung-ťiang a Cchung-ťiang na jihu kraje protéká řeka Tu-liou. Řeka teče na jihovýchod do Kuang-si, kde se vlévá do řeky Žung.

## Administrativní členění
Autonomní kraj Čchien-tung-nan se člení na šestnáct celků okresní úrovně, a sice jeden městský okres a patnáct okresů.
| Kchaj-li Chuang-pching Š’-ping San-suej Čen-jüan Cchen-kung Tchien-ču Ťin-pching Ťien-che Tchaj-ťiang Li-pching Žung-ťiang Cchung-ťiang Lej-šan Ma-ťiang Tan-čaj |        |                       |                    |                                  |
| Název | Název  | Počet obyvatel (2020) | Rozloha km² (2020) | Hustota zalidnění (obyv. na km²) |
| český přepis | znaky  | Počet obyvatel (2020) | Rozloha km² (2020) | Hustota zalidnění (obyv. na km²) |
| Městský okres |        |                       |                    |                                  |
| Kchaj-li | 凯里市 | 709 057               | 1 569              | 452                              |
| Okresy |        |                       |                    |                                  |
| Chuang-pching | 黄平县 | 244 125               | 1 670              | 146                              |
| Š’-ping | 施秉县 | 125 518               | 1 536              | 82                               |
| San-suej | 三穗县 | 162 798               | 1 030              | 158                              |
| Čen-jüan | 镇远县 | 189 715               | 1 895              | 100                              |
| Cchen-kung | 岑巩县 | 168 441               | 1 470              | 115                              |
| Tchien-ču | 天柱县 | 273 588               | 2 190              | 125                              |
| Ťin-pching | 锦屏县 | 155 182               | 1 616              | 96                               |
| Ťien-che | 剑河县 | 188 507               | 2 179              | 87                               |
| Tchaj-ťiang | 台江县 | 122 861               | 1 080              | 114                              |
| Li-pching | 黎平县 | 412 813               | 4 411              | 94                               |
| Žung-ťiang | 榕江县 | 297 572               | 3 296              | 90                               |
| Cchung-ťiang | 从江县 | 313 887               | 3 220              | 97                               |
| Lej-šan | 雷山县 | 124 835               | 1 202              | 104                              |
| Ma-ťiang | 麻江县 | 131 081               | 961                | 136                              |
| Tan-čaj | 丹寨县 | 138 642               | 943                | 147                              |
| |        |                       |                    |                                  |
| Celkem | Celkem | 3 758 622             | 30 267             | 124                              |

## Doprava

### Silniční
- Dálnice G60 Šanghaj – Kun-ming
- Dálnice G76 Sia-men – Čcheng-tu

### Železniční
Skrz okresy Žung-ťiang a Cchung-ťiang vede Vysokorychlostní trať Kuej-jang – Kanton. V Čchien-tung-nanu trať obsluhuje dvě stanice, jmenovitě nádraží Žung-ťiang a nádraží Chung-ťiang.

### Letecká
V okrese Chuang-pching se nachází Letiště Kchaj-li Chuang-pching. Bylo otevřeno v roce 2013 a zajišťuje vnitrostátní lety. Obsluhuje především oblast města Kchaj-li, které je vzdáleno 54 km, a samotný okres Chuaj-pching.